# أيت إسفن
أيت إسفن هي جماعة قروية في إقليم تيزنيت، بجهة سوس ماسة، في المغرب. وهي تضم .. نسمة، حسب الإحصاء العام للسكان والسكنى لسنة 2014.

## دواوير الجماعة
- دوار إݣجيمن
- دوار
- دوار
- دوار
- دوار
- دوار
- دوار

## التعليم
قائمة المؤسسات التعليمية في أيت إسفن:
- مجموعة مدارس .. (المركزية: .. / الوحدات: ..)